# Elephant Island (ö i Gambia)
Elephant Island är en ö i Gambia. Den ligger i den centrala delen av landet i Gambiafloden. Ön består av träskmark.
Tidvatten från Atlanten når fram till ön. Ön är ungefär 5 km lång och upp till 2,5 km bred. Den fick sitt namn av den portugisiska geografen João de Barros som berättade att landets sjöfarare hittade många elefanter på ön. Dessa djur saknas i Gambia sedan 1920-talet. I vattnet vid ön hittas däremot flodhästar och krokodiler och på ön lever gröna markattor, hyenor, vårtsvin samt många fåglar som svart krontrana.